# 239105 Marcocattaneo
239105 Marcocattaneo este o planetă minoră (asteroid) din centura de asteroizi. A fost descoperită pe 28 aprilie 2006 la Borbona de Vincenzo Silvano Casulli⁠(d). 
Obiectul prezintă o orbită caracterizată de o semiaxă mare de 2,5397491413239 UAi, o excentricitate de 0,07, o înclinație de 9,3 ° în raport cu ecliptica.